# Johann Ernst von Wallenrodt

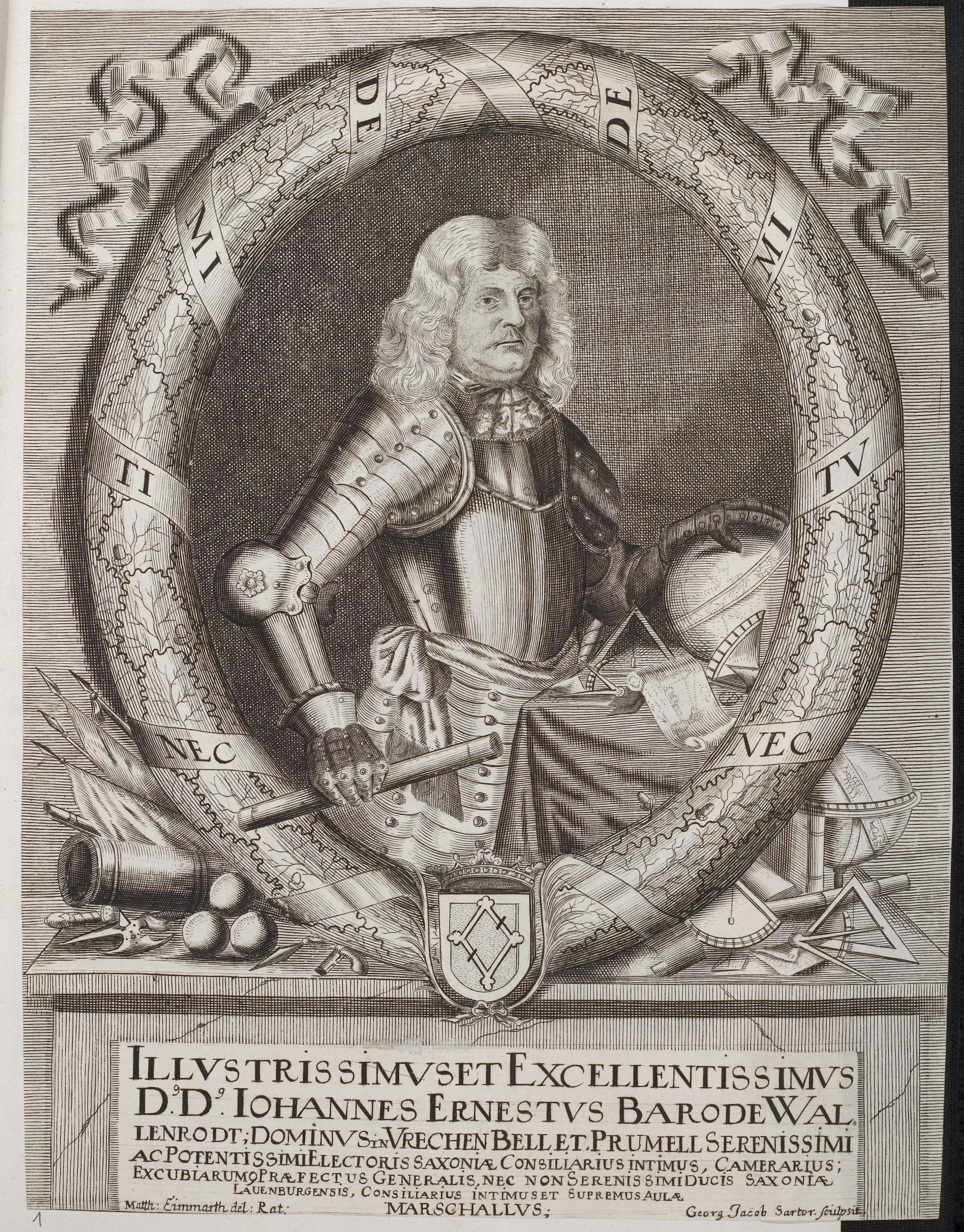
Johann Ernst von Wallenrodt

Johann Ernst von Wallenrodt (* 3. Januar 1615 in Tapiau, Herzogtum Preußen; † 21. März 1697 in Altstadt (Königsberg)) war Verwaltungsbeamter im Herzogtum Preußen.

## Leben
Johann Ernst von Wallenrodts Eltern waren Martin von Wallenrodt, Kanzler in Preußen, und seine Frau Marie geb. Freiin von Kittlitz (1585–1620). Mit seinen Brüdern immatrikulierten sie ihn bereits am 15. November 1621 an der Albertus-Universität. Er studierte vor allem  Rechtswissenschaft, aber auch alte und neuere Sprachen. Nach seinem Studium ermöglichte ihm sein Vater, längere Reisen durch Europa und sogar Nordafrika zu unternehmen. Seinen literarischen und wissenschaftlichen Interessen folgend, hat er mit zahlreichen Gelehrten Verbindung aufgenommen. Nach Rückkehr wurde er 1638 als Kammerjunker an den Hof des brandenburgischen Kurfürsten Georg Wilhelm berufen. 1640 wurde er Amtshauptmann in Tapiau, 1651 Oberrat in Königsberg und 1660 Landhofmeister des Deutschen Ordens.
Er setzte sich besonders für die landesherrlichen Interessen der brandenburgischen Kurfürsten ein. Vor allem unter Georg Wilhelms Nachfolger Friedrich Wilhelm, dem Großen Kurfürsten, wurde er auch zu diplomatischen Aufgaben eingesetzt. So kam er außer nach Wien 1640 nach Nürnberg und wurde 1641 zum Reichstag in Regensburg geschickt. Als Angehöriger des landesherrlichen Hofstaats wurde er 1643 zum Legationsrat, 1644 zum Hofgerichtsrat ernannt. In seiner preußischen Heimat wurde er 1646 Amtshauptmann von Barten. 1651 wurde er nach Kleve entsandt, wo der Kurfürst auch Landesherr war, 1652 war er in diplomatischer Mission in Lübeck. Danach setzte sich sein Aufstieg in Preußen fort. 1655 wurde er in seiner engeren Heimat Landrat und Amtshauptmann von Tapiau, am 14. X. 1655 Direktor für die Akziseeinnahmen, in demselben Jahr Direktor des Kriegskommissariats. 1657 übernahm er die Leitung der Anlage- und Tranksteuer. 1659 begleitete er den Fürsten Bogislaw von Radziwill zu Friedensverhandlungen nach Danzig und Oliva, wo auch die Befreiung Preußens von der polnischen Lehnshoheit international anerkannt werden sollte und auch wurde. Nach Rückkehr wurde er 1660 zum Landhofmeister Preußens ernannt. Damit hatte er das ranghöchste Amt unter den vier preußischen Regimentsräten (Oberräten) erreicht, das er bis zu seinem Tod innehatte.
Sein Vater hatte die berühmte Wallenrodtsche Bibliothek gegründet, die von J. E. nicht nur übernommen, sondern auch weiter ausgebaut wurde. Die immer größer werdende Sammlung von Büchern wurde zunächst auf einem der wallenrodtschen Güter verwahrt, Pogirmen im Hauptamt Tapiau. Wegen der kriegsbedingten Gefährdungen in den 1650er Jahren bemühte er sich um eine Sicherung der Bibliothek in Königsberg.  Wegen der schwachen Ausstattung der Universitätsbibliothek, die in keiner Weise den Ansprüchen einer Universität genügte, dachten er und seine Brüder an eine Unterbringung in deren Räumen. Sie boten sogar an, einen Bibliothekar zu bestellen. Da sich die Universität dazu nicht bereit zeigte, ließ J. E. mit Zustimmung der anderen Regimentsräte den Bürgermeister der Stadt Kneiphof nach einem sicheren Unterbringungsort suchen. Ein Gewölbe im Dom, das die Stadt Kneiphof erst kurz vorher erworben hatte, wurde vorgeschlagen. Am 5. X. 1650 wurde der Mietvertrag von J. E. und seinen Brüdern mit der Stadt und den Kirchenvätern gegen einen jährlichen Mietzins von 20 Mark geschlossen, wobei der Mietzins durch ein Kapital von 400 Mark Preußisch abgelöst wurde. Eine kurfürstliche Bestätigung erfolgte im Jahr 1680. J. E. hatte für seine Familienbibliothek die Nähe der Universität gesucht, um auf Dauer die Arbeitsmöglichkeiten von deren Professoren und Studenten zu fördern. Seit 1673 gab es einen geregelten Benutzerverkehr vor allem für Angehörige der Universität. J. E. hat auch nach 1650 Bibliothekare angestellt, das waren meist Universitätsprofessoren im Nebenamt. Um das Bestehen der Bibliothek auf Dauer zu sichern, hat J. E. die Errichtung einer Stiftung vorgesehen, deren Leitung zunächst ‚literarisch’ interessierten Angehörigen seiner Familie vorbehalten bleiben sollte. Da er keine männlichen Nachkommen hatte, sollte nach seinem Tod sein Neffe und Schwiegersohn Adam Christoph von Wallenrodt (1644–1711; APB 2, S. 771) nächster Kurator werden.
Von seinen Reisen in europäische Länder und nach Nordamerika brachte Wallenrodt Bücher mit, um die  Wallenrodtsche Bibliothek zu erweitern. 1650 verbrachte er sie in zwei Zimmer im Südturm des Königsberger Doms, die der Kneiphöfsche Stadtrat erworben hatte. J. E. war gegen Ende seines Lebens einer der vermögendsten adeligen Herren Preußens, wie aus seinem Testament vom 6. XII. 1695 hervorgeht. Danach hatte er einen Gutsbesitz im Umfang von 425 Hufen; das entspricht 7140 Hektar, wenn man wie in  der Deutschordenszeit 1 Hufe mit etwa 16,8 Hektar umrechnet. Dieser Grundbesitz lag hauptsächlich in den Hauptämtern Tapiau, Neuhausen und Preußisch Mark. Zum Barvermögen kam weiterhin Hausbesitz in Königsberg. Die rückständige Besoldung gab er mit rund 33000 Gulden an. Einschließlich des Haus- und Gutsinventars wie Möbel, Silber, Zinn- und Kupfergefäße und anderes kam er auf eine Gesamtsumme von über 488000 Gulden, die er seinen Erben hinterließ. Vergleichsweise klein erscheinen Summen, wenn er etwa drei Enkelinnen zur Hochzeit je 10000 Reichstaler zusagte. Aus seinen Einkünften wurde auch die Bibliothek finanziert; das war bis 1695 eine Gesamtsumme von 20000 Gulden.  Ein barockes Schloß, wie es der politischen und bildungsgeschichtlichen Bedeutung von J. E. entsprochen hätte und wie es die zu dieser Zeit ähnlich vermögenden Dohnas und Dönhoffs errichteten, haben er und seine Familie nicht hinterlassen.

## Ehe
Wallenrodt heiratete 1654 die verwitwete Maria von Lehwaldt (* 15. Oktober 1616 in Langenau; † 26. Januar 1676 in Königsberg), die Tochter des Georg von Lehwaldt, Erbherr auf Groß und Klein Ottlau und der Catharina von Polenz (1599–1673) aus dem Hause Langenau. Aus der Ehe ging eine Tochter hervor. Maria war vorher mit dem schwedischen General Johann Arend von Goldstein († 1653) verheiratet.